# Meijin
Meijin è il nome di uno dei principali tornei professionistici di go del Giappone e del mondo.

## Storia

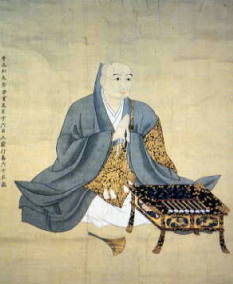
Hon'inbō Sansa, il primo goista a vedersi riconosciuto il titolo di Meijin

Il torneo prende il nome dal titolo che veniva attribuito storicamente ai giocatori migliori del Giappone: meijin 名人 significa infatti «maestro» o «virtuoso» e, a partire dal periodo Edo, era assegnato al giocatore che fosse considerato nettamente più bravo di tutti gli altri, ed era associato al rango di 9-dan; in assenza di un consenso, il titolo non era assegnato. Dieci sono i goisti che storicamente hanno portato il titolo di Meijin, a partire da Hon'inbō Sansa nel 1612 per finire con Hon'inbō Shūsai nel 1940. A partire dall'epoca dello shogunato Tokugawa, fu istituita la prestigiosa carica del Gokodoro, l'insegnante di Go dell'Imperatore, che oltre a dare accesso allo Shogun, portava con sé numerosi privilegi; tale carica era riservata al giocatore più forte tra tutti, e dunque il possesso del titolo di Meijin era condizione necessaria, ma non sufficiente, per ottenere il titolo di Gokodoro. La carica di Gokodoro fu abolita nel 1868, nel corso della restaurazione Meiji.
| Meijin | Nome                  | Durata del titolo | Gokodoro |
| ------ | --------------------- | ----------------- | -------- |
| 1      | Hon'inbō Sansa        | 1612–1623         | +        |
| 2      | Inoue Nakamura Dōseki | 1623–1630         | +        |
| 3      | Yasui Sanchi          | 1668–1676         | +        |
| 4      | Hon'inbō Dosaku       | 1677–1702         | +        |
| 5      | Inoue Dosetsu Inseki  | 1708–1719         | 1710–19  |
| 6      | Hon'inbō Dochi        | 1721–1727         | +        |
| 7      | Hon'inbō Satsugen     | 1767–1788         | 1770–88  |
| 8      | Hon'inbō Jowa         | 1831–1839         | +        |
| 9      | Hon'inbō Shuei        | 1906–1907         |          |
| 10     | Hon'inbō Shūsai       | 1914–1940         |          |

Nel 1940 l'ultimo Meijin, Hon'inbo Shūsai, donò il titolo alla recentemente fondata Nihon Ki-in: il grado di 9-dan fu scorporato dal titolo e assegnato tramite il sistema dell'Oteai.
Nel 1962 la Nihon Ki-in decise di interrompere il torneo Saikyo (1956-1961) e di sostituirlo con una competizione per disputarsi il titolo di Meijin. Sponsorizzata dal giornale Yomiuri Shinbun, divenne presto uno dei titoli principali e dal montepremi più ricco. Nel 1976 l'Asahi Shimbun subentrò allo Yomiuri come sponsor del torneo, e la numerazione delle edizioni riprese dall'inizio (le edizioni precedenti a quella del 1976 sono talvolta indicate come «vecchio Meijin»).
Per importanza è secondo solo al titolo di Hon'inbo, tuttavia il premio in denaro per il vincitore del torneo Meijin è maggiore di quello per il torneo Hon'inbo (ma comunque inferiore al premio per il torneo Kisei): il premio in denaro per il vincitore è di 30 milioni di yen e di 10 milioni yen per il finalista perdente (circa 260.000 e 75.000 euro).

## Struttura
Il torneo è aperto sia ai  giocatori della Nihon Ki-in che a quelli della Kansai Ki-in. Analogamente agli altri tornei professionistici di go, la competizione non si svolge tutta in un'unica sede e in un periodo ridotto ma copre un arco di tempo che arriva a coprire un intero anno. In realtà se si considerano anche le eliminatorie il torneo copre anche più di un anno (i vincitori della prima eliminatoria di un anno partecipano alla seconda fase eliminatoria l'anno seguente. Quindi un giocatore che dovesse partire dalla prima fase impiegherebbe quasi tre anni per raggiungere la finale).
Il titolo viene assegnato tramite una sfida al meglio delle sette partite (in passato il numero è variato) tra il campione in carica e uno sfidante, scelto tramite un torneo di nove contendenti a cui ci si qualifica attraverso tre fasi eliminatorie.
Durante la prima fase partecipano i giocatori di basso Dan, dal primo al quarto. I sei vincitori del torneo si qualificano alla seconda fase, in cui partecipano i giocatori dal quinto al nono dan. I 18 vincitori della seconda fase si giocano l'accesso al torneo degli sfidanti insieme agli ultimi tre classificati del torneo degli sfidanti dell'anno precedente. I tre vincitori partecipano al torneo degli sfidanti insieme ai sei giocatori classificati nelle prime sei posizioni del medesimo torneo dell'anno precedente.
L'ingresso nella Lega per determinare lo sfidante garantisce la promozione a 7-dan; vincere la Lega e diventare lo sfidante garantisce la promozione a 8-dan; vincere il titolo garantisce la promozione a 9-dan, massimo grado disponibile.

## Albo d'oro

### Vecchio Meijin
| Edizione | Anno | Vincitore         | Punteggio | Finalista         |
| -------- | ---- | ----------------- | --------- | ----------------- |
| 1        | 1962 | Hideyuki Fujisawa | 9–3       | Torneo a girone   |
| 2        | 1963 | Eio Sakata        | 4–3       | Hideyuki Fujisawa |
| 3        | 1964 | Eio Sakata        | 4–1       | Hideyuki Fujisawa |
| 4        | 1965 | Rin Kaiho         | 4–2       | Eio Sakata        |
| 5        | 1966 | Rin Kaiho         | 4–1       | Eio Sakata        |
| 6        | 1967 | Rin Kaiho         | 4–1       | Eio Sakata        |
| 7        | 1968 | Kaku Takagawa     | 4–1       | Rin Kaiho         |
| 8        | 1969 | Rin Kaiho         | 4–2       | Kaku Takagawa     |
| 9        | 1970 | Hideyuki Fujisawa | 4–2       | Rin Kaiho         |
| 10       | 1971 | Rin Kaiho         | 4–2       | Hideyuki Fujisawa |
| 11       | 1972 | Rin Kaiho         | 4–2       | Hideyuki Fujisawa |
| 12       | 1973 | Rin Kaiho         | 4–3       | Yoshio Ishida     |
| 13       | 1974 | Yoshio Ishida     | 4–3       | Rin Kaiho         |
| 14       | 1975 | Hideo Otake       | 4–3       | Yoshio Ishida     |

### Nuovo Meijin

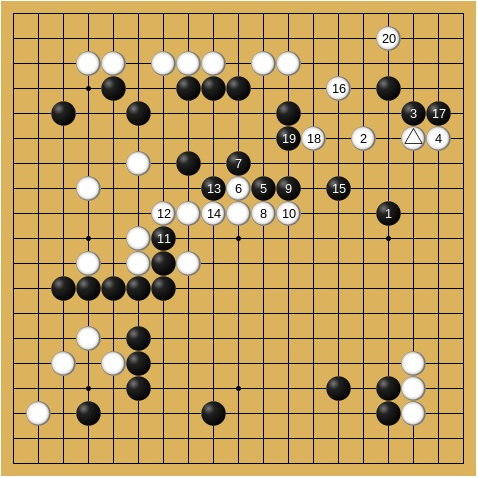
Partita tra Hideo Otake e Yoshio Ishida per il titolo del 1976

| Edizione | Anno | Vincitore        | Punteggio | Finalista        |
| -------- | ---- | ---------------- | --------- | ---------------- |
| 1        | 1976 | Hideo Otake      | 4–1       | Yoshio Ishida    |
| 2        | 1977 | Rin Kaiho        | 4–0       | Hideo Otake      |
| 3        | 1978 | Hideo Otake      | 4–2       | Rin Kaiho        |
| 4        | 1979 | Hideo Otake      | 4–1       | Eio Sakata       |
| 5        | 1980 | Cho Chikun       | 4–1–1     | Hideo Otake      |
| 6        | 1981 | Cho Chikun       | 4–0       | Masao Katō       |
| 7        | 1982 | Cho Chikun       | 4–1       | Hideo Otake      |
| 8        | 1983 | Cho Chikun       | 4–1       | Hideo Otake      |
| 9        | 1984 | Cho Chikun       | 4–3       | Hideo Otake      |
| 10       | 1985 | Kōichi Kobayashi | 4–3       | Cho Chikun       |
| 11       | 1986 | Masao Kato       | 4–0       | Kōichi Kobayashi |
| 12       | 1987 | Masao Kato       | 4–0       | Rin Kaiho        |
| 13       | 1988 | Kōichi Kobayashi | 4–1       | Masao Kato       |
| 14       | 1989 | Kōichi Kobayashi | 4–1       | Shuzo Awaji      |
| 15       | 1990 | Kōichi Kobayashi | 4–2       | Hideo Otake      |
| 16       | 1991 | Kōichi Kobayashi | 4–1       | Rin Kaiho        |
| 17       | 1992 | Kōichi Kobayashi | 4–3       | Hideo Otake      |
| 18       | 1993 | Kōichi Kobayashi | 4–1       | Hideo Otake      |
| 19       | 1994 | Kōichi Kobayashi | 4–0       | Rin Kaiho        |
| 20       | 1995 | Masaki Takemiya  | 4–1       | Kōichi Kobayashi |
| 21       | 1996 | Cho Chikun       | 4–2       | Masaki Takemiya  |
| 22       | 1997 | Cho Chikun       | 4–2       | Kōichi Kobayashi |
| 23       | 1998 | Cho Chikun       | 4–2–1     | Ō Rissei         |
| 24       | 1999 | Cho Chikun       | 4–1       | Norimoto Yoda    |
| 25       | 2000 | Norimoto Yoda    | 4–0       | Cho Chikun       |
| 26       | 2001 | Norimoto Yoda    | 4–2       | Rin Kaiho        |
| 27       | 2002 | Norimoto Yoda    | 4–1       | Cho Chikun       |
| 28       | 2003 | Norimoto Yoda    | 4–1       | Keigo Yamashita  |
| 29       | 2004 | Cho U            | 4–2       | Norimoto Yoda    |
| 30       | 2005 | Cho U            | 4–3       | Satoru Kobayashi |
| 31       | 2006 | Shinji Takao     | 4–2       | Cho U            |
| 32       | 2007 | Cho U            | 4–3       | Shinji Takao     |
| 33       | 2008 | Cho U            | 4–3       | Yūta Iyama       |
| 34       | 2009 | Yūta Iyama       | 4–1       | Cho U            |
| 35       | 2010 | Yūta Iyama       | 4–0       | Shinji Takao     |
| 36       | 2011 | Keigo Yamashita  | 4–2       | Yūta Iyama       |
| 37       | 2012 | Keigo Yamashita  | 4–3       | Naoki Hane       |
| 38       | 2013 | Yūta Iyama       | 4–1       | Keigo Yamashita  |
| 39       | 2014 | Yūta Iyama       | 4–2       | Rin Kono         |
| 40       | 2015 | Yūta Iyama       | 4–0       | Shinji Takao     |
| 41       | 2016 | Shinji Takao     | 4–3       | Yūta Iyama       |
| 42       | 2017 | Yūta Iyama       | 4-1       | Shinji Takao     |
| 43       | 2018 | Cho U            | 4–3       | Yūta Iyama       |
| 44       | 2019 | Toramaru Shibano | 4–1       | Cho U            |
| 45       | 2020 | Yūta Iyama       | 4–1       | Toramaru Shibano |
| 46       | 2021 | Yūta Iyama       | 4–3       | Ryo Ichiriki     |
| 47       | 2022 | Toramaru Shibano | 4–3       | Yūta Iyama       |
| 48       | 2023 | Toramaru Shibano | 4–2       | Yūta Iyama       |
| 49       | 2024 | Ryo Ichiriki     | 4–2       | Toramaru Shibano |
| 50       | 2025 | In corso         | In corso  | In corso         |
| 51       | 2026 | In corso         | In corso  | In corso         |

## Meijin onorari
Due persone sono state insignite del titolo di Meijin onorario a vita per via dei loro risultati nel torneo:
- Cho Chikun vinse il torneo 9 volte di cui 5  consecutive tra il 1980 e il 1984.
- Kōichi Kobayashi vinse il titolo 8 volte di cui 7 consecutive tra il 1988 e il 1994.